# Azidotimidina
L'azidotimidina o abbreviata AZT, anche nota come zidovudina o ZDV, introdotta in commercio con i nomi Retrovir e Retrovis, prodotto dalla casa farmaceutica GlaxoSmithKline, è un analogo nucleosidico della timidina, proposto inizialmente come anti-neoplastico, ma abbandonato perché poco maneggevole e troppo tossico. Attualmente viene utilizzato come farmaco antiretrovirale per prevenire e trattare l'infezione da HIV/AIDS.
È generalmente raccomandato per l'uso con altri antiretrovirali.  Può essere usato per prevenire la diffusione da madre a figlio durante la nascita o dopo una ferita da aghi o altra potenziale esposizione. È venduto sia da solo che insieme come lamivudina/zidovudina e abacavir/lamivudina/zidovudina. Può essere usato per via orale o mediante iniezione lenta in una vena.
La zidovudina fu descritta per la prima volta nel 1964. È stato approvato negli Stati Uniti nel 1987 ed è stato il primo trattamento per l'HIV. È incluso nell'elenco dei medicinali essenziali dell'Organizzazione mondiale della sanità, i medicinali più sicuri ed efficaci necessari in un sistema sanitario.È disponibile come farmaco generico. Il costo all'ingrosso nei paesi in via di sviluppo va da $ 5,10 a $ 25,60 al mese. A partire dal 2015, il costo per un mese di farmaci negli Stati Uniti è stato di oltre $ 200.

## Usi medici

### Trattamento HIV
L'AZT viene solitamente somministrato due volte al giorno in combinazione con altre terapie anti-retrovirali. Questo approccio è indicato come terapia anti-retrovirale altamente attiva (HAART) ed è usato per prevenire la probabilità di resistenza all'HIV.

### Profilassi post-esposizione
È utilizzato per la profilassi post-esposizione da materiale infetto nel personale medico e para-medico in combinazione con la lamivudina. Essi contribuiscono a ridurre sostanzialmente il rischio di infezione da HIV dopo la prima singola esposizione al virus.  Più recentemente, l'AZT è stato sostituito da altri antiretrovirali come il tenofovir per fornire PEP.
L'AZT si è rivelato molto efficace nel prevenire la trasmissione materno-fetale dell'infezione da HIV, tanto che, a confronto, gli eventuali effetti collaterali sul feto sono considerati secondari. Si trovano formulazioni in compresse, capsule, sciroppo e anche per infusione parenterale. È comunemente usato in gravidanza e sembra essere sicuro per il bambino.
Senza AZT, fino al 10-15% dei feti viene infettato da HIV; AZT ha dimostrato di ridurre questo rischio fino all'8% quando somministrato in un regime di 3 fasi (post-concepimento, parto e sei settimane dopo il parto). Misure precauzionali coerenti e proattive, come l'uso rigoroso di farmaci antiretrovirali, taglio cesareo, maschere facciali, guanti di gomma, pannolini usa e getta e la prevenzione del contatto con la bocca ridurranno ulteriormente la trasmissione dell'HIV da parte del bambino a un minimo 1-2%.
Nel periodo 1994-1999, l'AZT è stata la principale forma di prevenzione della trasmissione dell'HIV da madre a figlio. La profilassi dell'AZT ha impedito più di 1000 morti per genitori e bambini a causa dell'AIDS negli Stati Uniti.  Negli Stati Uniti degli anni '90 lo standard di cura accettato per le madri sieropositive era noto come regime 076 e comportava cinque dosi giornaliere di AZT dal secondo trimestre in poi, nonché AZT somministrato per via endovenosa durante il travaglio.Poiché questo trattamento è lungo e costoso, è ritenuto irrealizzabile nel Sud del mondo, dove la trasmissione da madre a figlio è un problema significativo. Alla fine degli anni '90 sono stati avviati numerosi studi che hanno cercato di testare l'efficacia di un regime più breve e più semplice da utilizzare nei paesi "poveri di risorse". 

## Farmacodinamica
La ZDV appartiene alla classe degli analoghi nucleosidici inibitori della trascrittasi inversa (NRTI). Esso agisce come inibitore dell'enzima transcrittasi inversa virale, bloccando la funzione di DNA polimerasi, l'enzima che l'HIV utilizza per produrre il DNA e quindi riduce la replicazione del virus. La molecola viene introdotta nella cellula ospite e viene fosforilata in forma trifosfata, da una nucleoside-chinasi. In questa forma, l'AZT ha un'alta affinità per la trascrittasi inversa di HIV e compete con la timidina trifosfata per il legame con l'enzima. L'AZT viene incorporato nella catena del DNA nascente e la interrompe, perché non possiede il gruppo 3'-idrossile per l'attacco del successivo nucleoside trifosfato da incorporare. Così la produzione di genoma virale è impedita. Può inibire anche la DNA-polimerasi-γ coinvolta nella replicazione del DNA mitocondriale dell'uomo, pertanto può dare tossicità mitocondriale, con acidosi lattica e tossicità epatica; può dare danno muscolare con aumento dei livelli di creatinfosfochinasi nel siero e cardiomiopatia, con scompenso cardiaco sinistro. Tuttavia queste manifestazioni sono più rare.

### Distribuzione
L'AZT penetra meglio degli altri antiretrovirali nel liquido cefalorachidiano e quindi raggiunge meglio il tessuto nervoso.

## Effetti collaterali
Gli effetti collaterali più comuni includono nausea, vomito, reflusso acido (bruciore di stomaco), cefalea, riduzione del grasso addominale, disturbi del sonno e perdita di appetito. 
Gli effetti collaterali meno comuni includono un leggero scolorimento delle unghie e delle unghie dei piedi, aumento dell'umore, formicolio occasionale o intorpidimento transitorio delle mani o dei piedi e lieve scolorimento della pelle. Le reazioni allergiche sono rare.
All'inizio la terapia a dosi più elevate a lungo termine con AZT era inizialmente associata ad effetti collaterali che a volte limitavano la terapia, tra cui anemia, neutropenia, epatotossicità, cardiomiopatia e miopatia. Tutte queste condizioni sono state generalmente trovate reversibili con la riduzione dei dosaggi di AZT. Questi effetti sono attribuibili a diverse possibili cause, tra cui l'esaurimento transitorio del DNA mitocondriale, la sensibilità della γ-DNA polimerasi in alcuni campioni mitocondriali, l'esaurimento della timidina trifosfato, lo stress ossidativo, la riduzione della L-carnitina intracellulare o l'apoptosi delle cellule muscolari.
L'anemia a causa di AZT è stata trattata con successo con eritropoietina per stimolare la produzione di globuli rossi. L'associazione dell'AZT con farmaci che inibiscono la glucuronidazione epatica, come indometacina, nordazepam, acido acetilsalicilico (aspirina) e trimetoprim diminuisce la clearance e aumenta la concentrazione del farmaco. Attualmente, gli effetti collaterali sono molto meno comuni con l'uso di dosi più basse di AZT.
Secondo la IARC, ci sono prove sufficienti che provano la cancerogenicità della zidovudina negli animali da esperimento: è probabilmente cancerogeno per l'uomo (farmaco di gruppo 2B).
Gli effetti collaterali dell'AZT si possono manifestare in modo molto variabile da paziente a paziente.

### Resistenza virale
Anche alle dosi più elevate che possono essere tollerate nei pazienti, l'AZT non è abbastanza potente da prevenire tutta la replicazione dell'HIV e può solo rallentare la replicazione del virus e la progressione della malattia. Il trattamento prolungato dell'AZT può portare all'HIV che sviluppa resistenza all'AZT mediante mutazione della sua trascrittasi inversa. Per rallentare lo sviluppo della resistenza, i medici generalmente raccomandano di somministrare AZT in combinazione con un altro inibitore della trascrittasi inversa e un antiretrovirale di un altro gruppo, come un inibitore della proteasi, un inibitore non nucleosidico della trascrittasi inversa o un inibitore dell'integrasi; questo tipo di terapia è nota come HAART (Terapia antiretrovirale altamente attiva).